# Фишер-Шведер, Бернхард
Фридрих Бернхард Фишер-Шведер (нем. Friedrich Bernhard Fisher-Schweder; 12 января 1904, Шпандау, Берлин, Германская империя — 28 ноября 1960, Гогенасперг, ФРГ) — оберфюрер СС, офицер айнзацкоманды «Тильзит», осуществлявшей массовые убийства в Литве, руководитель СС и полиции в Харькове.

## Биография
Бернхард Фишер-Шведер родился 12 января 1904 года в семье подрядчика Фридриха Карла Фишера и его супруги Марии Амалии Элизы Фишер. С 1910 по 1912 год посещал реальное училище в Шпандау, а с 1912 по 1920 год — местное педагогическое училище при лютеранском учреждении имени Иогана Вихерна. С 1920 по 1924 год проходил практику на предприятии Deutsche Industriewerke и, кроме того, посещал высшую государственную машиностроительную школу в Берлине. В 1921 году вступил в добровольческий корпус «Фюрстнер», а с 1923 года числился в военизированной организации «Чёрный рейхсвер».
28 августа 1925 года вступил в НСДАП (билет № 17141). В январе 1929 года вышел из партии, но в апреле снова вернулся в неё. После прохождения шестимесячного учебного курса в имперской школе СА в 1930 году был повышен до штурмбаннфюрера, а в 1931 году — до штандартенфюрера СА. В 1931 и 1932 года был оратором от нацистской партии в гау Бранденбург. По подозрению в участии в «путче Рёма» 30 июня 1934 года был арестован в Бреслау и находился сначала в лагере Колумбия-Хаус, а потом в концлагере Лихтенбург под «защитным арестом».
В октябре 1931 года поступил на службу в полицейское управление Берлина. С марта 1933 по апрель 1934 года проходил учебный курс в полицейском институте в Шарлоттенбурге. После освобождения из концлагеря Лихтенбург с 1934 по 1936 год служил в гестапо в Бреслау в отделе III (контрразведка). С 1936 по 1938 год в гестапо в Лигнице возглавлял отдел контрразведки. В начале 1938 года был вновь отправлен в Бреслау, где ему было поручено возглавить отдел III (контрразведка).
С октября 1940 он исполнял обязанности руководителя полиции в Мемеле, а в январе 1941 года стал руководителем полиции в Мемеле. 15 августа 1941 года был принят Гиммлером в СС, получив звание оберфюрера. Летом 1941 года участвовал в создании айнзацкоманды «Тильзит», которая находилась в подчинении айнзацгруппы A и действовала на немецко-литовской границе. 24 июня 1941 года вместе с начальником подразделения Гансом-Иоахимом Бёме и руководителем СД в Тильзите Вернером Херсманом провёл расстрелы 201 еврея в Гаргждае и массовые убийства в Кретинге. 10 октября 1942 года стал руководителем СС и полиции в Харькове. Из-за стрельбы в казино был разжалован и отправлен в 1-ю танковую дивизию СС «Лейбтштандарт СС Адольф Гитлер». С января 1945 года был командиром роты в 12-й танковой дивизии СС «Гитлерюгенд». 11 апреля был ранен в Нижней Австрии и попал в американский плен, но через 6 недель был выпущен, скрыв своё прежнее членство в СС.

### После войны
После окончания войны сменил фамилию и стал Берндом Фишером. Он скрыл в регистрационных бланках для денацифицкации свою принадлежность к нацистской партии. В денацификационной палате Бад-Нойштадта его классифицировали как «непричастного». Изначально работал в сельском хозяйстве, с 1946 по 1949 год — на химической фабрике в Бад-Нойштадте в качестве скупщика. С 1950 по 1953 года был торговым представителем в разных фирмах. В 1954 году стал руководителем лагеря для перемещённых лиц под Ульмом. После того как окружное управление северного Вюртемберга узнало о его политическом прошлом, Фишер-Шведер 31 марта 1955 года был уволен. Затем он подал иск в суд по трудовым вопросам с целью восстановления на работе. Случай стал достоянием общественности, и одна газета напечатала, что «бывший оберштурмфюрер СС подаёт в суд на восстановление». Это сообщение увидел человек, который знал самого Фишер-Шведера. Он написал в газету письмо, в котором сообщил о расстрелах. В дальнейшем письмо было передано в прокуратуру Ульма, что послужило поводом для ареста и начала судебного разбирательства. 2 мая 1956 года был арестован и с 3 мая на основании выпущенного окружным судом Ульма ордера на арест находился в предварительном заключении. На Ульмском судебном процессе по делу айнзацгрупп 29 августа 1958 года был приговорён к 10 годам лишения свободы за пособничество в убийстве 526 человек. Умер в 1960 году в тюрьме от тромбоэмболии лёгочной артерии.